# Madagascarphantes vomerans
Madagascarphantes vomerans Wunderlich, 2012 è un ragno fossile appartenente alla famiglia Linyphiidae.
È l'unica specie nota del genere Madagascarphantes.

## Caratteristiche
Gli esemplari finora raccolti risalgono al Quaternario.

## Distribuzione
L'unica specie oggi nota di questo genere è stata rinvenuta in una copale del Madagascar.

## Tassonomia
Dal 2012 non sono stati esaminati altri esemplari, né sono state descritte sottospecie.